# شقران أذري
بوشيني أذري (الاسم العلمي: Puccinia azerbaijanica) هو نوع من الفطريات يتبع جنس البوشيني من فصيلة البوشينية.